# Humpolec
Humpolec (in tedesco Gumpolds) è una città della Repubblica Ceca facente parte del distretto di Pelhřimov, nella regione di Vysočina.